# Полицейский инспектор
Полицейский инспектор (фин. poliisitarkastaja) — должность в полиции Финляндии. В обязанности входят, в частности, инспекции, проводимые в полицейских управлениях.Ниже по званию находится старший комиссар, выше заместитель начальника полиции.  Для должности требуется наличие высшего образования по профилю подготовки руководителей полиции (poliisipäällystön tutkinto) или эквивалентной университетской квалификации

## Основные задачи
Инспектор выполняет руководство и контроль над оперативной и административной деятельностью закреплённого подразделения или сферы ответственности, включая стратегическое планирование, разработку и совершенствование процедур, внедрение улучшений в организации работы полиции, а также ведение аналитической и проектной деятельности на национальном или региональном уровне. Инспектор координирует специализированные направления, такие как расследование преступлений в сети, лицензионный контроль, международное сотрудничество и иные узкопрофильные области, а также взаимодействует с другими полицейскими подразделениями, центральными органами власти, национальными и международными структурами. В его обязанности входит руководство персоналом, планирование распределения задач и ресурсов, контроль за выполнением поставленных целей и оценка эффективности работы.